# Briefmarken-Jahrgang 1990 der Deutschen Bundespost
Der Briefmarken-Jahrgang 1990 der Deutschen Bundespost umfasste 41 Sondermarken. Die Dauermarkenserie Sehenswürdigkeiten wurde in diesem Jahr mit drei Marken fortgesetzt.
Alle seit dem 1. Januar 1969 ausgegebenen Briefmarken waren unbeschränkt frankaturgültig, es gab kein Ablaufdatum wie in den vorhergehenden Jahren mehr.
Durch die Einführung des Euro als europäische Gemeinschaftswährung zum 1. Januar 2002 wurde diese Regelung hinfällig.
Die Briefmarken dieses Jahrganges konnten allerdings bis zum 30. Juni 2002 genutzt werden. Ein Umtausch war noch bis zum 30. September in den Filialen der Deutschen Post möglich, danach bis zum 30. Juni 2003 zentral in der Niederlassung Philatelie der Deutschen Post AG in Frankfurt.

## Liste der Ausgaben und Motive
Legende
- Bild: Eine bearbeitete Abbildung der genannten Marke. Das Verhältnis der Größe der Briefmarken zueinander ist in diesem Artikel annähernd maßstabsgerecht dargestellt. Sollten keine Marken abgebildet sein, liegt es daran, dass das Urheberrecht des Künstlers noch nicht erloschen ist.
- Beschreibung: Eine Kurzbeschreibung des Motivs und/oder des Ausgabegrundes. Bei ausgegebenen Serien oder Blocks werden die zusammengehörigen Beschreibungen mit einer Markierung versehen eingerückt.
- Wert: Der Frankaturwert der einzelnen Marke in Pfennig. Ein „+“ bedeutet, dass es sich um eine Zuschlagsmarke handelt (= Frankaturwert + Spende).
- Ausgabedatum: Das Datum des erstmaligen Verkaufs dieser Briefmarke.
- Auflage: Soweit bekannt, wird hier die zum Verkauf angebotene Anzahl dieser Ausgabe angegeben.
- Entwurf: Soweit bekannt, wird hier angegeben, von wem der Entwurf dieser Marke stammt.
- Mi.-Nr.: Diese Briefmarke wird im Michel-Katalog unter der entsprechenden Nummer gelistet.

| Sondermarken | |                  |                       |                                    |                         |               |
| Bild         | Beschreibung | Werte in Pfennig | Ausgabe- datum (1990) | Auflage                            | Entwurf                 | MiNr.         |
|              | 2000 Jahre Speyer Speyerer Dom und weitere bedeutende Bauwerke der Stadt | 60               | 12. Januar            | 33.000.000                         | Peter Steiner           | 1444          |
|              | 500 Jahre internationale Postverbindungen in Europa Der kleine Postreiter (Albrecht Dürer); Gemeinschaftsausgabe mit der Deutschen Bundespost Berlin, der DDR, Österreich und Belgien | 100              | 12. Januar            | 59.780.000                         | Bundesdruckerei Berlin  | 1445          |
|              | 500 Jahre Rieslinganbau Initiale R umrankt von Weinreben | 100              | 12. Januar            | 31.750.000                         | Ernst Kößlinger         | 1446          |
|              | Kultur- und Naturerbe der Menschheit - Altstadt von Lübeck | 100              | 12. Januar            | 28.780.000                         | Otto Rohse              | 1447          |
|              | Für den Sport beliebte Sportarten - Hallenhandball | 100+50           | 15. Februar           | 5.003.000                          | Gerd Aretz              | 1449          |
|              | - 20 Jahre Trimm-dich-Bewegung | 140+60           | 15. Februar           | 4.925.000                          | Gerd Aretz              | 1450          |
|              | 800 Jahre Deutscher Orden Siegel des obersten Spittlers (1400) und Amtswappen des Hochmeisters (1982)                                                                                 | 100              | 15. Februar           | 29.000.000                         | Fritz Lüdtke            | 1451          |
|              | 750 Jahre Frankfurter Messeprivileg Siegel Kaiser Friedrichs II. von 1420 | 100              | 15. Februar           | 33.000.000                         | Hans Günter Schmitz     | 1452          |
|              | 25 Jahre Jugend forscht Labyrinth mit Frage- und Ausrufezeichen | 100              | 15. Februar           | 27.750.000                         | Fritz Lüdtke            | 1453          |
|              | Internationale Nordseeschutz Konferenz in Den Haag Tiere in und an der Nordsee | 100              | 15. Februar           | 30.000.000                         | Konrad Przewieslik      | 1454          |
|              | Für die Jugend, Max und Moritz von Wilhelm Busch - Witwe Bolte | 60+30            | 19. April             | 3.916.000                          | Heinz Schillinger       | 1455          |
|              | - Max | 70+30            | 19. April             | 3.707.000                          | Heinz Schillinger       | 1456          |
|              | - Max und Moritz sägen am Steg | 80+35            | 19. April             | 3.703.000                          | Heinz Schillinger       | 1457          |
|              | - Max und Moritz | 100+50           | 19. April             | 4.000.000                          | Heinz Schillinger       | 1458          |
|              | 100 Jahre Tag der Arbeit Fabrikhallendach und 1. MAI | 100              | 19. April             | 30.000.000                         | Hans Peter Hoch         | 1459          |
|              | 75 Jahre Deutscher Hausfrauen-Bund Hausfrau mit Emblem des Hausfrauen Bundes | 100              | 19. April             | 30.000.000                         | Erwin Poell             | 1460          |
|              | Europamarken, postalische Einrichtungen - Palais Thurn und Taxis in Frankfurt am Main                                                                                                 | 60               | 3. Mai                | 63.400.000                         | Konrad Przewieslik      | 1461          |
|              | - Postgiroamt in Frankfurt am Main | 100              | 3. Mai                | 71.310.000                         | Konrad Przewieslik      | 1462          |
|              | 175 Jahre Nationalfarben Schwarz-Rot-Gold | 100              | 3. Mai                | 30.000.000                         | Paul Effert             | 1463          |
|              | 125 Jahre Internationale Fernmeldeunion (ITU) stilisierte Weltkugel | 100              | 3. Mai                | 30.000.000                         | Langer und Langer-Rosa  | 1464          |
|              | 125 Jahre Deutsche Gesellschaft zur Rettung Schiffbrüchiger (DGzRS) Sammelschiff der Gesellschaft                                                                                     | 60               | 3. Mai                | 28.000.000                         | Sibylle und Fritz Haase | 1465          |
|              | 100. Geburtstag von Wilhelm Leuschner (1890–1944) | 100              | 3. Mai                | 30.000.000                         | Gerd Aretz              | 1466          |
|              | 100 Jahre Diakonenanstalt Rummelsberg | 100              | 3. Mai                | 32.000.000                         | W. P. Seiter            | 1467          |
|              | 40 Jahre Charta der deutschen Heimatvertriebenen | 100              | 21. Juni              | 30.000.000                         | Fritz Lüdtke            | 1470          |
|              | 30. Weltkongress der Internationalen Handelskammer (ICC) | 80               | 21. Juni              | 28.400.000                         | Paul Effert             | 1471          |
|              | Briefmarkenblock – 10. Internationale Briefmarkenausstellung der Jugend | 100+50           | 21. Juni              | 22.596.000 3.766.000 Blocks        | Heike Ullmann           | Block 21 1472 |
|              | 250. Geburtstag von Matthias Claudius (1740–1815) Basiert auf Bild von Otto Speckter                                                                                                  | 100              | 9. August             | 30.000.000                         | Fritz Lüdtke            | 1473          |
|              | Wohlfahrtsmarken 1990: Geschichte der Post und Telekommunikation - Motorpostwagen, um 1900                                                                                            | 60+30            | 27. September         | 12.272.000                         | Peter Steiner           | 1474          |
|              | - Vermittlungsstelle, um 1890 | 80+35            | 27. September         | 8.161.000                          | Peter Steiner           | 1475          |
|              | - Paketpost, um 1900 | 100+50           | 27. September         | 16.174.000                         | Peter Steiner           | 1476          |
|              | Deutsche Einheit | 50               | 3. Oktober            | 53.675.000                         | Paul Effert             | 1477          |
|              | | 100              | 3. Oktober            | 41.950.000                         | Paul Effert             | 1478          |
|              | 150 Jahre Briefmarken Abbildungen der One Penny Black, Schwarzer Einser und einer Bundespostbriefmarke von 1989                                                                       | 100              | 11. Oktober           | 32.842.000                         | Silvia Runge            | 1479          |
|              | 100. Todestag von Heinrich Schliemann (1822–1890) Gemeinschaftsausgabe mit Griechenland                                                                                               | 60               | 11. Oktober           | 31.700.000                         | Ernst Jünger            | 1480          |
|              | Briefmarkenblock – 1. Jahrestag der Öffnung innerdeutschen Grenzen - durchbrochene Mauer                                                                                              | 50               | 6. November           | 53.675.000 plus 15.000.000 Blocks  | Manfred Gottschall      | Block 22 1481 |
|              | - Brandenburger Tor | 100              | 6. November           | unbekannt (plus 15.000.000 Blocks) | Manfred Gottschall      | 1482          |
|              | 100. Geburtstag von Käthe Dorsch (1890–1957) | 100              | 6. November           | 32.250.000                         | Ursula Maria Kahrl      | 1483          |
|              | Weihnachtsmarke 1990, Weihnachtliches Kunsthandwerk - Engel | 50+20            | 6. November           | 7.192.000                          | Heinz Schillinger       | 1484          |
|              | - Räuchermännchen | 60+30            | 6. November           | 7.705.000                          | Heinz Schillinger       | 1485          |
|              | - Nussknacker | 70+30            | 6. November           | 7.516.000                          | Heinz Schillinger       | 1486          |
|              | - Rauschgoldengel | 100+50           | 6. November           | 9.506.000                          | Heinz Schillinger       | 1487          |
| Dauermarken  | |                  |                       |                                    |                         |               |
| Bild         | Beschreibung | Werte in Pfennig | Ausgabe- datum (1990) | Auflage                            | Entwurf                 | MiNr. Berlin  |
|              | Dauermarkenserie: Sehenswürdigkeiten - Braunschweiger Löwe | 5                | 15. Februar           | 257.484.000                        | Sibylle und Fritz Haase | 1448 863      |
|              | - Schloss Rastatt | 45               | 21. Juni              | 318.660.000                        | Sibylle und Fritz Haase | 1468 -        |
|              | - Helgoland | 70               | 21. Juni              | 191.170.000                        | Sibylle und Fritz Haase | 1469 874      |

| 10. Internationale Briefmarkenausstellung der Jugend – Block 21 |                              |                                      |                                      |
| 1481 I Offsetdruck aus Bogen                                    | 1482 I Offsetdruck aus Bogen | 1481 II Rastertiefdruck aus Block 22 | 1482 II Rastertiefdruck aus Block 22 |